# Вега-Вальдавия
Вега-Вальдавия (исп. Vega-Valdavia)  — район (комарка) в Испании, входит в провинцию Паленсия в составе автономного сообщества Кастилия и Леон.

## Муниципалитеты
1. Сан-Андрес-де-ла-Регла
2. Сан-Льоренте-дель-Парамо
3. Сан-Мартин-дель-Валье
4. Вильямброс
5. Вильяпун
6. Вильяррабе
7. Вильярробехо
8. Вильота-дель-Парамо
9. Альбала-де-ла-Вега
10. Барриос-де-ла-Вега
11. Бустильо-де-ла-Вега
12. Селадилья-дель-Рио
13. Фресно-дель-Рио
14. Ганьинас
15. Лагунилья-де-ла-Вега
16. Лобера-де-ла-Вега
17. Мосларес-де-ла-Вега
18. Педроса-де-ла-Вега
19. Пино-дель-Рио
20. Поса-де-ла-Вега
21. Кинтанадиэс-де-ла-Вега
22. Ренедо-де-ла-Вега
23. Сальдания
24. Сан-Мартин-дель-Обиспо
25. Санта-Олаха-де-ла-Вега
26. Сантервас-де-ла-Вега
27. Сантильян-де-ла-Вега
28. Вильяморонта
29. Вильялуэнга-де-ла-Вега
30. Вильярродриго-де-ла-Вега
31. Вильосилья-де-ла-Вега